# Napier (Nueva Zelanda)
Napier (en maorí, Ahuriri) es una ciudad portuaria localizada en la región de Hawke's Bay, en la Isla Norte de Nueva Zelanda. Según el censo de 2023, tiene una población de 65 184 habitantes.

## Historia
Fue poblada por uno de los pueblos dominantes maoríes y uno de los primeros que comerció con los colonos europeos.
El primer navegante europeo en llegar a la población fue el británico James Cook en octubre de 1769, durante su primer viaje. El sitio comenzó a ser visitado por comerciantes y misiones; aun así, recién en la década de 1850 comenzaron a instalarse los primeros colonos, que eran granjeros y encargados de hoteles.
La Corona británica compró el territorio de Ahuriri en 1851, y se decidió construir una ciudad sobre el poblado maorí y nombrarla en honor a Charles James Napier, un general que había sido victorioso en la conquista de la provincia india de Scinde. Napier fue reconocido como municipio en 1874 y entre 1856 y 1876 fue capital de la provincia de Hawke's Bay.

### Terremoto de 1931
El 3 de febrero de 1931 un devastador terremoto de magnitud 7,8 en la escala de Ritcher destruyó la ciudad y sus alrededores, matando a 162 habitantes. Casi 4000 hectáreas de lo que hoy es Napier estaban bajo el agua hasta que el terremoto las elevó por sobre el nivel del mar. La extensa reconstrucción que se desarrolló en la década de 1930 es la razón del estilo art decó que domina la ciudad.

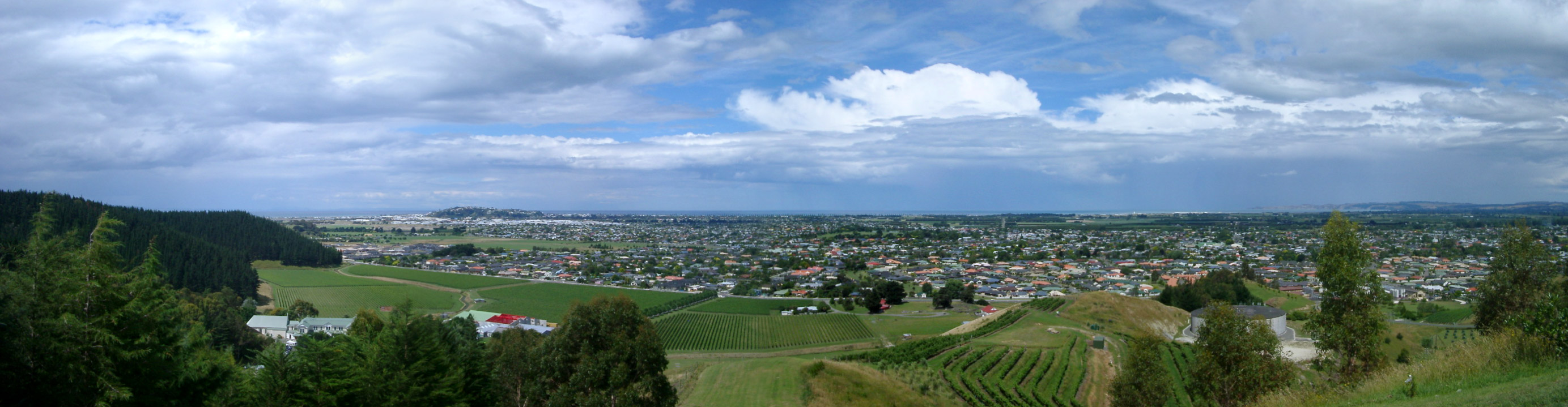
Vista panorámica de Napier desde el cerro Sugar Loaf.

## Clima
Según la clasificación climática de Köppen, Napier tiene un clima oceánico. Es cálido y relativamente seco como resultado de su ubicación geográfica.
| Parámetros climáticos promedio de Napier (1981−2010) | Parámetros climáticos promedio de Napier (1981−2010) | Parámetros climáticos promedio de Napier (1981−2010) | Parámetros climáticos promedio de Napier (1981−2010) | Parámetros climáticos promedio de Napier (1981−2010) | Parámetros climáticos promedio de Napier (1981−2010) | Parámetros climáticos promedio de Napier (1981−2010) | Parámetros climáticos promedio de Napier (1981−2010) | Parámetros climáticos promedio de Napier (1981−2010) | Parámetros climáticos promedio de Napier (1981−2010) | Parámetros climáticos promedio de Napier (1981−2010) | Parámetros climáticos promedio de Napier (1981−2010) | Parámetros climáticos promedio de Napier (1981−2010) | Parámetros climáticos promedio de Napier (1981−2010) |
| Mes                                                  | Ene.                                                 | Feb.                                                 | Mar.                                                 | Abr.                                                 | May.                                                 | Jun.                                                 | Jul.                                                 | Ago.                                                 | Sep.                                                 | Oct.                                                 | Nov.                                                 | Dic.                                                 | Anual                                                |
| ---------------------------------------------------- | ---------------------------------------------------- | ---------------------------------------------------- | ---------------------------------------------------- | ---------------------------------------------------- | ---------------------------------------------------- | ---------------------------------------------------- | ---------------------------------------------------- | ---------------------------------------------------- | ---------------------------------------------------- | ---------------------------------------------------- | ---------------------------------------------------- | ---------------------------------------------------- | ---------------------------------------------------- |
| Temp. máx. media (°C)                                | 24.5                                                 | 24.2                                                 | 22.7                                                 | 19.9                                                 | 17.4                                                 | 15.0                                                 | 14.1                                                 | 15.1                                                 | 17.3                                                 | 19.2                                                 | 20.9                                                 | 23.2                                                 | 19.5                                                 |
| Temp. media (°C)                                     | 19.5                                                 | 19.4                                                 | 17.7                                                 | 15.0                                                 | 12.4                                                 | 10.0                                                 | 9.4                                                  | 10.3                                                 | 12.3                                                 | 14.3                                                 | 16.1                                                 | 18.4                                                 | 14.6                                                 |
| Temp. mín. media (°C)                                | 14.6                                                 | 14.6                                                 | 12.7                                                 | 10.3                                                 | 8.5                                                  | 6.8                                                  | 5.6                                                  | 6.4                                                  | 8.1                                                  | 9.6                                                  | 10.9                                                 | 13.0                                                 | 10.0                                                 |
| Precipitación total (mm)                             | 46.8                                                 | 54.3                                                 | 66.8                                                 | 67.9                                                 | 74.8                                                 | 82.1                                                 | 108.3                                                | 60.1                                                 | 57.9                                                 | 59.9                                                 | 52.4                                                 | 53.5                                                 | 784.8                                                |
| Días de precipitaciones (≥ 1.0 mm)                   | 6.0                                                  | 5.9                                                  | 7.2                                                  | 7.1                                                  | 7.9                                                  | 8.8                                                  | 9.4                                                  | 8.2                                                  | 7.4                                                  | 7.5                                                  | 6.0                                                  | 6.5                                                  | 88.1                                                 |
| Horas de sol                                         | 249.3                                                | 202.6                                                | 201.7                                                | 172.4                                                | 155.6                                                | 130.7                                                | 134.7                                                | 166.8                                                | 181.2                                                | 213.9                                                | 216.2                                                | 233.7                                                | 2258.7                                               |
| Humedad relativa (%)                                 | 69.9                                                 | 73.9                                                 | 74.6                                                 | 77.1                                                 | 78.7                                                 | 79.9                                                 | 79.6                                                 | 76.0                                                 | 69.2                                                 | 67.3                                                 | 67.8                                                 | 67.0                                                 | 73.4                                                 |
| Fuente: NIWA Climate Data                            |                                                      |                                                      |                                                      |                                                      |                                                      |                                                      |                                                      |                                                      |                                                      |                                                      |                                                      |                                                      |                                                      |

## Demografía
Según el censo de 2023, la ciudad tiene una población de 65 184 habitantes. El 47.4 % son hombres, el 51.2 % son mujeres y el 0.3% son de otro género.
Entre los principales grupos étnicos se destaca que el 78.6% de los habitantes son descendientes de europeos, el 24.1 % son maoríes, el 6.6 % son asiáticos y 4.6 % son isleños del Pacífico.

## Economía
El sector industrial es un componente clave de la economía local. Incluye industrias generadoras de riqueza directa (procesamiento de alimentos, manufactura y construcción), así como industrias de servicios (transporte, almacenamiento, ventas al por mayor y comercio de la construcción).